# Debbie Sterling

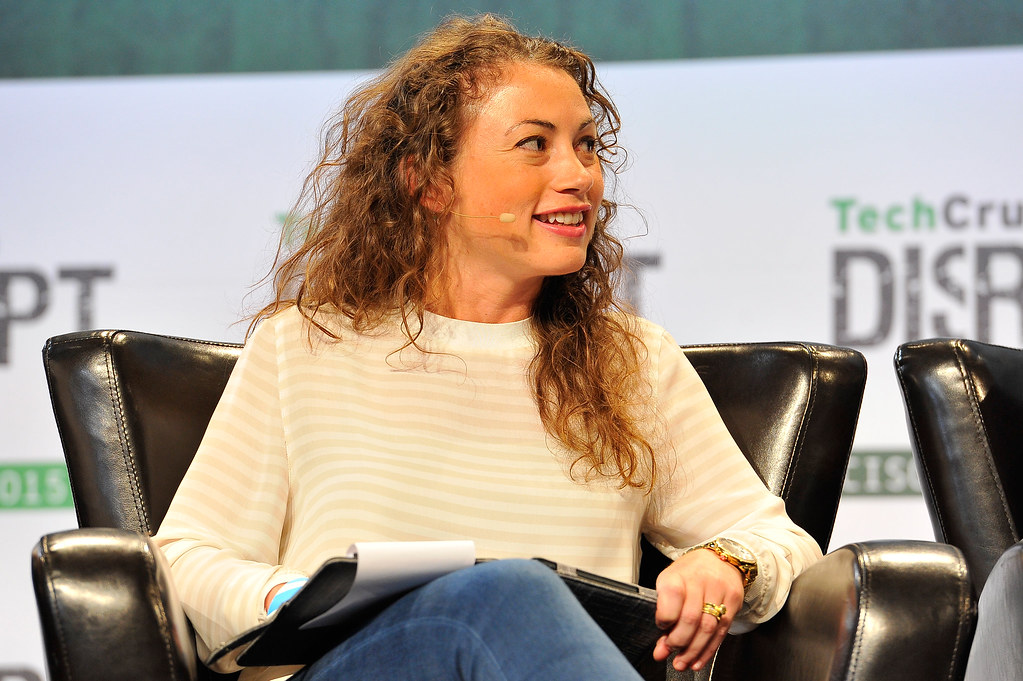
Debbie Sterling

Debbie Sterling (26 februari 1983) is een Amerikaanse zakenvrouw en de oprichter en CEO van GoldieBlox .
Sterling is een ingenieur en fervent voorvechter voor vrouwen in de techniek. Sterling werd benoemd tot TIME's "Persoon van het moment" in 2013 en ze stond op de lijst van Business Insider's "30 vrouwen die de wereld veranderen."
Haar bedrijf Goldieblox werd gezien als een 's werelds meest innovatieve bedrijven door Fast Company in 2014.
Sterling studeerde engineering aan Stanford en studeerde in 2005 af. Ze merkte tijdens haar studie dat vrouwen een ondervertegenwoordigde rol hadden in haar vakgebied en na onderzoek naar dit fenomeen constateerde ze dat meisjes al voor hun zesde verjaardag de interesse in technisch speelgoed verloren. Ze ontwikkelde Goldieblox in haar appartement en na aandringen van een goede vriend probeerde ze Goldieblox op de markt te krijgen. Dit lukte niet op de traditionele manier omdat veel gevestigde partijen er niet vanuit gingen dat meisjes geïnteresseerd zijn in speelgoed dat traditiegetrouw voor jongens wordt ontwikkeld.
Uiteindelijk lanceerde Sterling een kickstarter-campagne dat zijn doelbedrag van 150.000 dollar in vier dagen wist te halen. Het totale bedrag dat Sterling wist binnen te halen was 300.000 dollar in de dertig dagen dat haar Kickstarter-campagne liep.